# Antoine de La Garanderie

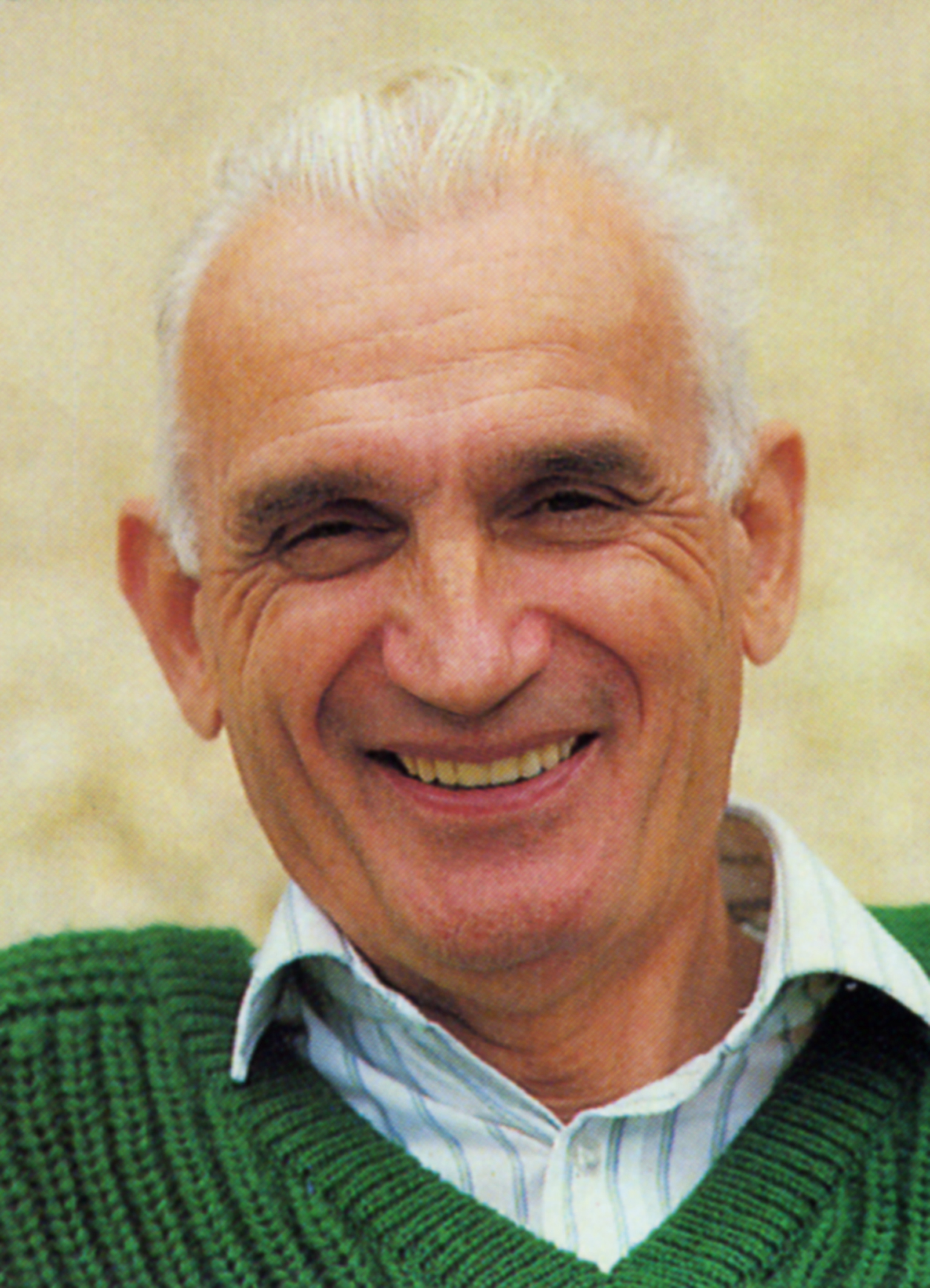
Antoine de La Garanderie (1988)

Antoine Payen de La Garanderie (geboren am 22. März 1920 in Ampoigné (Mayenne); gestorben am 27. Juni 2010 in Paris) war ein französischer Pädagoge.
Er entwickelte Theorien zum mentalen Management in Lernprozessen.

## Leben
Er war Doktor der Literatur und Professor für Philosophie und allgemeine Kultur an der Schule Saint-Jean de Béthune und an der Schule Sainte-Geneviève in Versailles. Später wurde er Dozent für Philosophie und für Pädagogik am Katholischen Institut von Paris.
Er lehrt auch am Höheren Institut für Pädagogik und an der Katholischen Universität des Westens.
Er war Ehrenpräsident des Forschungszentrum für mentales Management  in Louveciennes, Montyon-Preis (1970) der Französischen Akademie für das Buch ‘‘La valeur de l’ennui‘‘ (Der Wert der Langeweile), und Internationaler Comenius-Preis für das Lebenswerk.

## Denken
De La Garandières Forschung ist Teil der Phänomenologie, der „Phänomenologie der Erkenntnisakte“, und konzipiert eine Pädagogik, die auf der „Didaktik der kognitiven Akte“ basiert. Es schlägt auch eine Ethik des Wissens vor, die die pädagogische Beziehung in Frage stellt.
Es untersucht die Gründe für den Erfolg und Misserfolg der Schüler und beschreibt die Denk- und Lernprozesse, wobei insbesondere die Notwendigkeit betont wird, den Schülern die kognitiven Prozesse für jeglichen Wissenserwerb beizubringen.
Indem er eine Didaktik der Wissensakte vorschlägt, fügt er sich in die Perspektive einer differenzierten Pädagogik ein, die versucht, den Schüler zum Akteur seines Lernens zu machen.
In diesem Sinne besteht er auf metakognitiven Strategien und dem Wert der Motivation und nimmt die Forschung vorweg, die im 21. Jahrhundert diese Frage auch mit den Werkzeugen der Neurowissenschaften angehen wird.
Seine Werke werden ins Arabische, Deutsche, Italienische, Katalanische und Spanische übersetzt.

## Werke
- La valeur de l'ennui. Paris, Éditions du Cerf, 1968.
- Schématisme et thématisme : Le dynamisme des structures inconscientes dans la psychologie d'Albert Burloud. Paris/Louvain, Nauwelaerts, 1969.
- Une pédagogie de l'entraide. Paris, Éditions Ouvrières, 1974; neue Edition: Lyon, Chronique Sociale, 1994.
- Les profils pédagogiques. Paris, Éditions du Centurion, 1980.
- Pédagogie des moyens d'apprendre : Les enseignants face aux profils pédagogiques. Paris, Éditions du Centurion, 1982.
- Le dialogue pédagogique avec l'élève. Paris, Éditions du Centurion, 1984.
- Comprendre et imaginer. Paris, Éditions du Centurion, 1987.
- Tous les enfants peuvent réussir. (mit Geneviève Cattan) Paris, Éditions du Centurion, 1988.
- Défense et illustration de l'introspection. Paris, Éditions du Centurion, 1989.
- Pour une pédagogie de l'intelligence. Paris, Éditions du Centurion, 1990.
- La motivation, son éveil, son développement. Paris, Éditions du Centurion,  1991.
- On peut tous toujours réussir. Un projet pour chacun. (mit Elisabeth Tingry) Paris, Éditions Bayard, 1991.
- Lernerfolg ist lernbar : wie Eltern ihre Kinder unterstützen können. (mit Daniel Arquié) München, Hugendubel, 2000 [ Réussir ça s'apprend : un guide pour tous les parents. (mit Daniel Arquié) Paris, Éditions Bayard, 1994 ].
- L'intuition, de la perception au concept. Paris, Éditions Bayard, 1995.
- Critique de la raison pédagogique, Paris, Nathan, 1997.
- Apprendre sans peur, Lyon, Chronique Sociale, 1999.
- Les grands projets de nos petits, Paris, Éditions Bayard, 2001.
- Comprendre les chemins de la connaissance, Lyon, Chronique Sociale, 2002.
- Plaisir de connaître. Bonheur d'être, Lyon, Chronique Sociale, 2004.
- Le sens de Dieu chez Spinoza et Teilhard de Chardin Saint-Etienne, Aubin, 2005.
- Renforcer l’éveil au sens – Des chemins pour apprendre. Chroniques sociales, Lyon 2006.
- Le sens de l'autre de Lévinas à Teilhard de Chardin, Saint-Etienne, Aubin, 2006.
- Le sens de lévolution chez Jaurès et Teilhard, Saint-Etienne, Aubin, 2007.